# Cham-e Laţūr
Cham-e Laţūr (persiska: چم لطور) är en ort i Iran.   Den ligger i provinsen Lorestan, i den västra delen av landet, 500 km sydväst om huvudstaden Teheran. Cham-e Laţūr ligger 716 meter över havet och antalet invånare är 172.
Terrängen runt Cham-e Laţūr är varierad. Cham-e Laţūr ligger nere i en dal. Runt Cham-e Laţūr är det ganska glesbefolkat, med 43 invånare per kvadratkilometer. Närmaste större samhälle är Badreh, 19,4 km söder om Cham-e Laţūr. Omgivningarna runt Cham-e Laţūr är i huvudsak ett öppet busklandskap.